# ルーン (ゲーム会社)
株式会社ルーンは、東京都豊島区池袋に本社を置き、ソフトウェアの制作及び関連・派生商品の開発を行っていた企業。
メインのブランドで社名と同じ読みの初期ブランド「RUNE」及び後発の姉妹ブランド「CAGE」、独立ブランドの「pianissimo」「ess」を持つ。特にRUNEは頭身が低めの「少女」を得意とする野々原幹と、頭身がやや高めの「女性」を得意とする赤丸の2大看板原画家でヒット作を連発。一方CAGEはヒロインに必ず女装少年が含まれているのが特徴で、『ぷる萌えンジェル アイドルあいこ』に至ってはヒロインが全員女装少年である。
しかし、2008年6月に両原画家ともルーンを退職し、新たなアダルトゲームブランド「たぬきそふと」を立ち上げた。これと相前後して各ブランドのウェブサイトの更新が停止（pianissimoの方は消滅）。2019年4月には公式サイトが消滅した。

## 発売ゲーム一覧

### RUNE
- 1999年10月22日 - Fifth
- 1999年11月19日 - わがまま☆カラミティ
- 2000年3月17日 - ゆきのかなた
- 2000年8月25日 - Fifth -TWIN-
- 2001年2月23日 - ぴヨナ＝ピコナ
- 2001年7月19日 - にゃんてCHATON
- 2001年9月21日 - リトルモニカ物語
- 2001年12月21日 - ベルせんせいのトゥルトゥルBOX
- 2002年3月29日 - ANGEL・CORE
- 2002年7月19日 - えっちのこばこ(R)
- 2002年10月25日 - 初恋
  - 2003年2月21日 - 初恋（DVD-ROM版）
- 2002年12月13日 - 戦国if
- 2003年9月5日 - 今宵も召しませAlicetale
  - 2004年12月10日 - 今宵も召しませAlicetale おかわり（DVD-ROM版）
- 2003年9月26日 - Ricotte ～アルペンブルの歌姫～
- 2004年6月25日 - ナイトウィザード 魔法大戦 〜The Peace Plan to Save the World〜
- 2004年11月12日 - Fifth Aile
- 2005年4月28日 - 神様のいうとおりッ くじびきAI-BIKIスクランブル
- 2005年9月29日 - 思春期
- 2006年4月28日 - Fifth ～Eternal Collection Box～
- 2006年8月25日 - 今夜のオカズはレンジdeまりね
- 2006年12月22日 - 雪のち、ふるるっ! 〜ところにより、恋もよう〜
- 2007年8月24日 - Purely 〜その狭い青空を見上げて〜
- 2007年9月28日 - 8665^2 ハルルコのジジョウ
- 2007年12月14日 - 娘姉妹
- 発売日未定 - 8665^3 ハルルコのサンジョウ

### CAGE
- 2000年7月21日 - 檻の中のわたし
- 2000年12月22日 - 夢姿 ～ゆめのすがた～
- 2001年6月22日 - 純愛GirL
- 2001年12月7日 - 幽冥－カクリヨ－
- 2002年6月21日 - しっぽのきもち
- 2002年7月19日 - (C)えっちのこばこ
- 2003年7月25日 - 恋する妹はせつなくてお兄ちゃんを想うとすぐHしちゃうの
- 2004年2月27日 - 大好きな先生にHなおねだりしちゃうおませなボクの/私のぷにぷに
- 2004年8月27日 - CAGE BOY’S ヒロイン selection
- 2005年2月11日 - ゆりね～おねえさまがおしえてくれた～
- 2005年12月22日 - ナイショのよりみち
- 2007年6月29日 - ぷる萌えンジェル アイドルあいこ
- 2008年3月28日 - PureMy妹ミルクぷるん♪

### pianissimo
- 2002年9月20日 - にゃんにゃこにゃん
- 2003年12月26日 -  どきどきクローゼット
- 2006年5月26日 -  晴れた日には天使が見える ～AngelReport～

### ess
- 2003年2月27日 - セーラー・バニーX ～ウサ耳女子校生☆危ない体験～ （DVDPG専用タイトル）

## 主なスタッフ
原画
- 蒔田真記

シナリオ
- 座敷猫
- 渡辺アツシ

CGエディター
- 藤クララ

### 過去に在籍していたスタッフ
原画
- 野々原幹 - たぬきそふとに移籍
- 赤丸 - たぬきそふとに移籍
- むにゅう

シナリオ
- 燕人
- 猫舌あち - たぬきそふとに移籍
- 姫ノ木あく

CGエディター
- おーじ
- あめいすめる
- ポコ
- 白凪マサ
- 天空のぞら
- むなしむじょう- CLOCKUPに移籍

背景
- はなぉ